# Sas-hegy
A Sas-hegy Budapesten található, 266 méter magas magaslat. A terület egy része Budai Sas-hegy Természetvédelmi Terület néven 1958-tól természetvédelem alatt áll. A tanösvény csak szakvezetéssel látogatható.

## Fekvése
Budapest XI. kerületének és Budapest XII. kerületének határán, a Széchenyi-hegytől keletre, a Gellért-hegytől délnyugatra, a Sasadnak nevezett városrész peremén található. Főútja a Hegyalja út, a természetvédelmi terület bejáratát erről letérve a Korompai utca – Tájék utca útvonalon lehet megközelíteni.

## Leírása
Háromcsúcsú hegy. Déli és keleti oldalán látványosan meredek, sziklás, részben kopár felszínű.
Észak felől Németvölgy, délről Sasad lankái határolják. Kelet felől a Gellért-hegy, nyugati irányból a Széchenyi-hegy a szomszédjai.

## Állat- és növényvilága
A dolomit sziklacsúcs jellegzetes társulása a dolomitsziklagyep, amely a Budai-hegységben gyakori, de ritka és védett növény- és állatfajoknak ad otthont. A hegy, különleges mikroklímája miatt maradványfajok és bennszülött fajok fennmaradását tette lehetővé. Állatvilágából a pannon gyík és a bikapók, növényvilágából a nőszirom, a budai nyúlfarkfű, a magyar gurgolya, a Szent István-szegfű, a Sadler-imola és a csikófark emelkedik ki. A kutatók 173 pókfajt azonosítottak a hegyen, amelyek közül négy az egész világon csak itt honos.

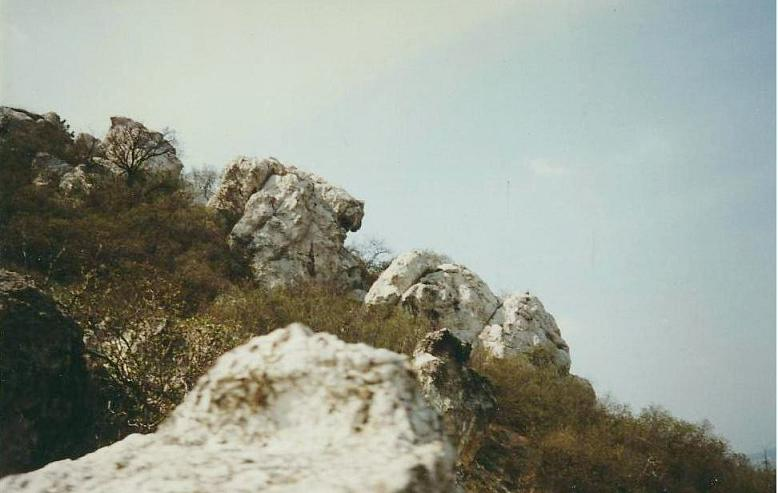
A Medve-szikla

## Geológiája
A Sas-hegy dolomitos kőzetébe épült a budai márga, amelynek térfogata a vízfelvétellel együtt változik.
A hegy lassan csúszik délre a ráépített házakkal együtt, emiatt azok falai a talaj tulajdonságai miatt gyakran megrepedeznek. A talaj mozgásához valószínűleg az is hozzájárul, hogy a természetes lefolyó árkokból az idők során feltöltéssel utak keletkeztek, ilyen például a Sasadi út egy része, vagy Sasad városrészben az őszibarackos kertek egyszerű betemetésével, buldózeres talajegyengetés és feltöltés után megépített Gazdagréti lakótelep.[forrás?]

## Lakossága
Az 1990. évi népszámlálás adatai szerint Sashegy városrészben 9030 fő élt, ebből 7969 a XI., 1061 fő a XII. kerületi oldalon lakott.

## Oktatás
A Sas-hegy XII. kerületi oldalán működik az Arany János Általános Iskola és Gimnázium, a XI. kerületi oldalon a Farkasréti Általános Iskola.

## Obszervatórium
A Sas-hegy meredek lejtőjén, az Arany János iskola közelében egy föld alatti alagútban működik 1966 óta a budapesti földrengésjelző obszervatórium (teljes nevén: Magyar Kutatási Hálózat Földfizikai és Űrtudományi Kutatóintézet Kövesligethy Radó Szeizmológiai Obszervatórium). Az alagutat a második világháború alatt építették katonai célokra, Budapest légvédelme irányításának részét képezte, de a polgári lakosság is használhatta légoltalmi óvóhelyként. A magasabbik csúcson légvédelmi üteg kiépített állása volt, amelynek romjai még ma is látszanak.

## További képek

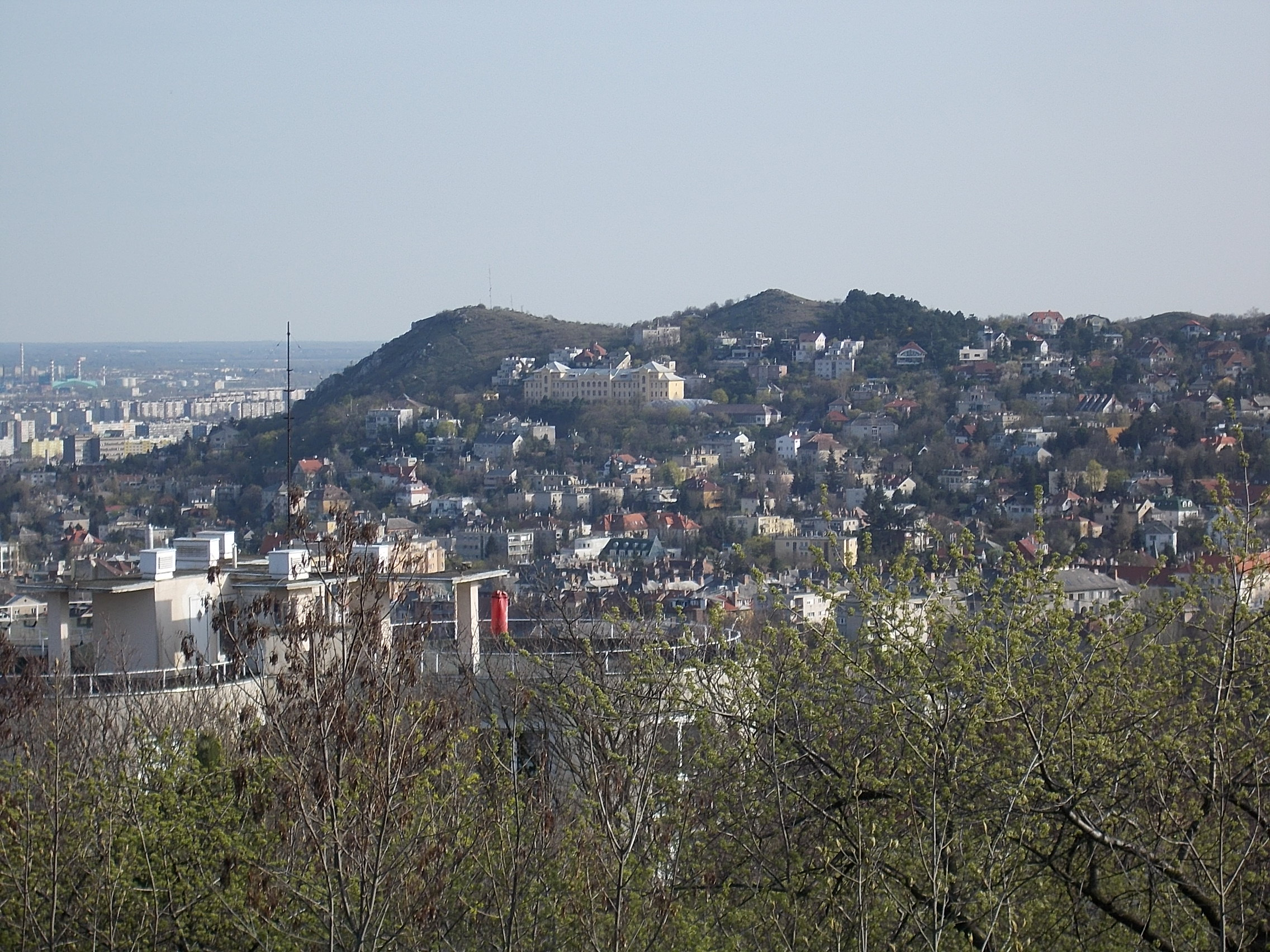
A Kis-Sváb-hegy felől 2016-ban
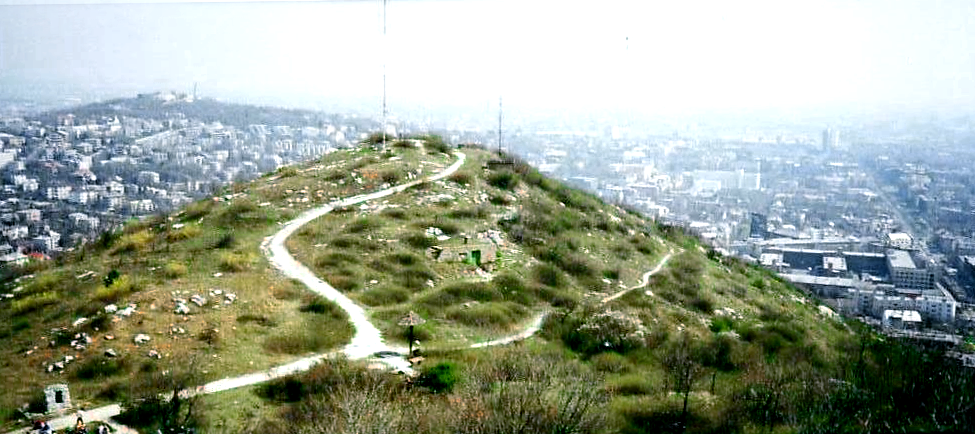
A Sas-hegy csúcsa nyugati irányból 2007-ben (a háttérben a Gellért-hegy)
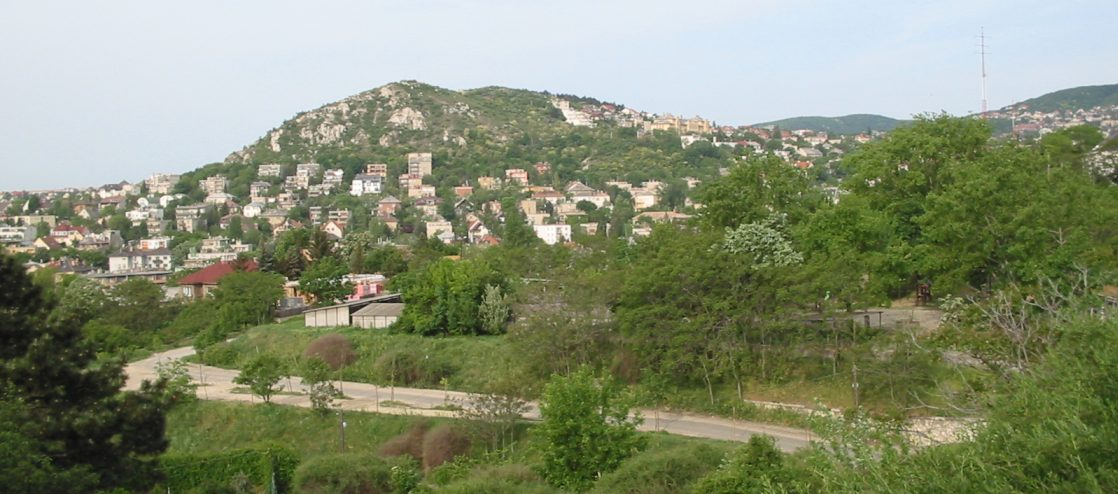
A hegy a Gellért-hegy felől szemlélve 2007-ben
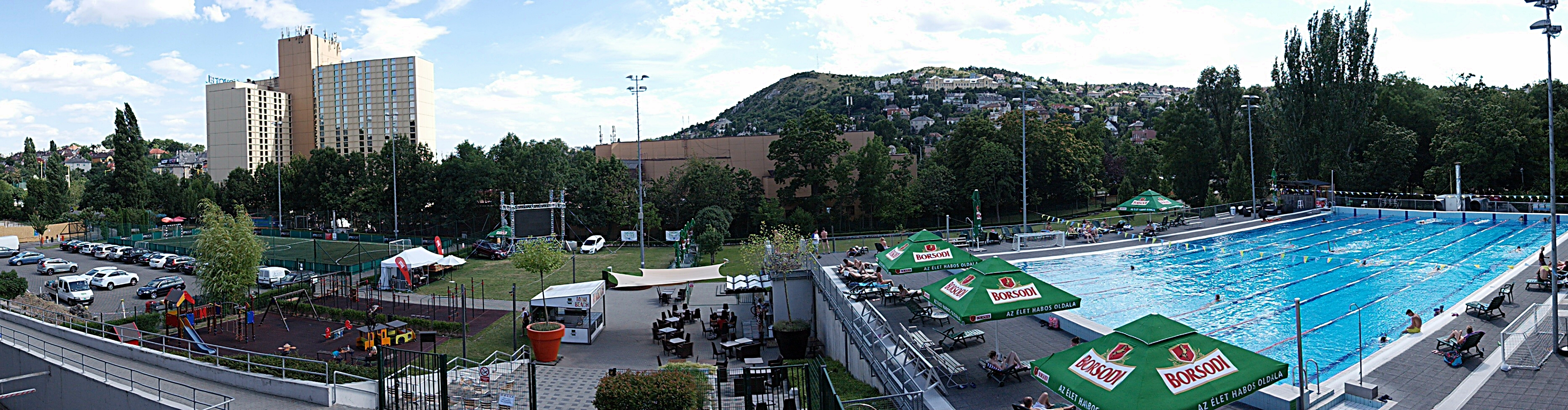
Csörsz utcai rálátás
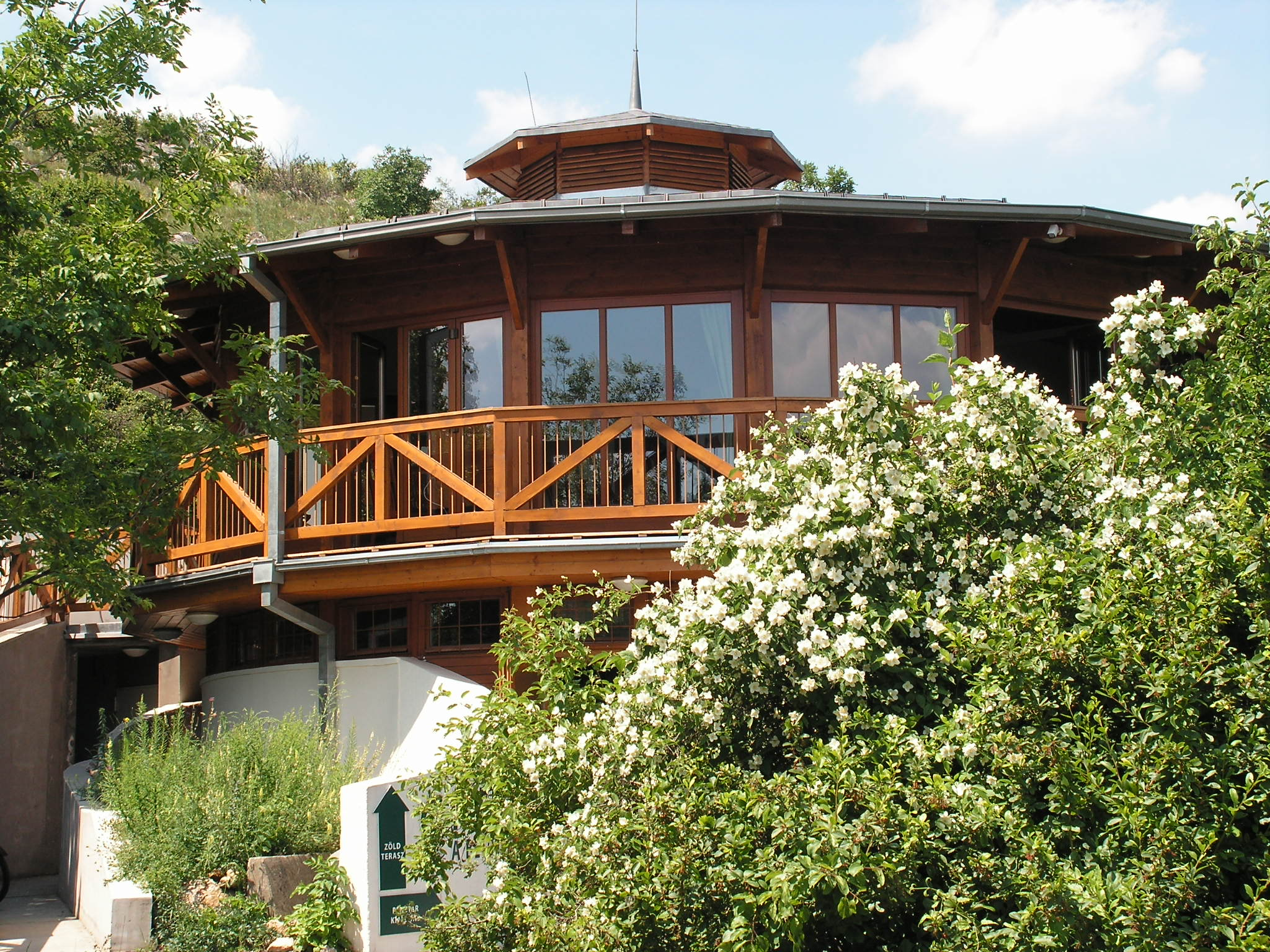
Fogadóépület a természetvédelmi területen
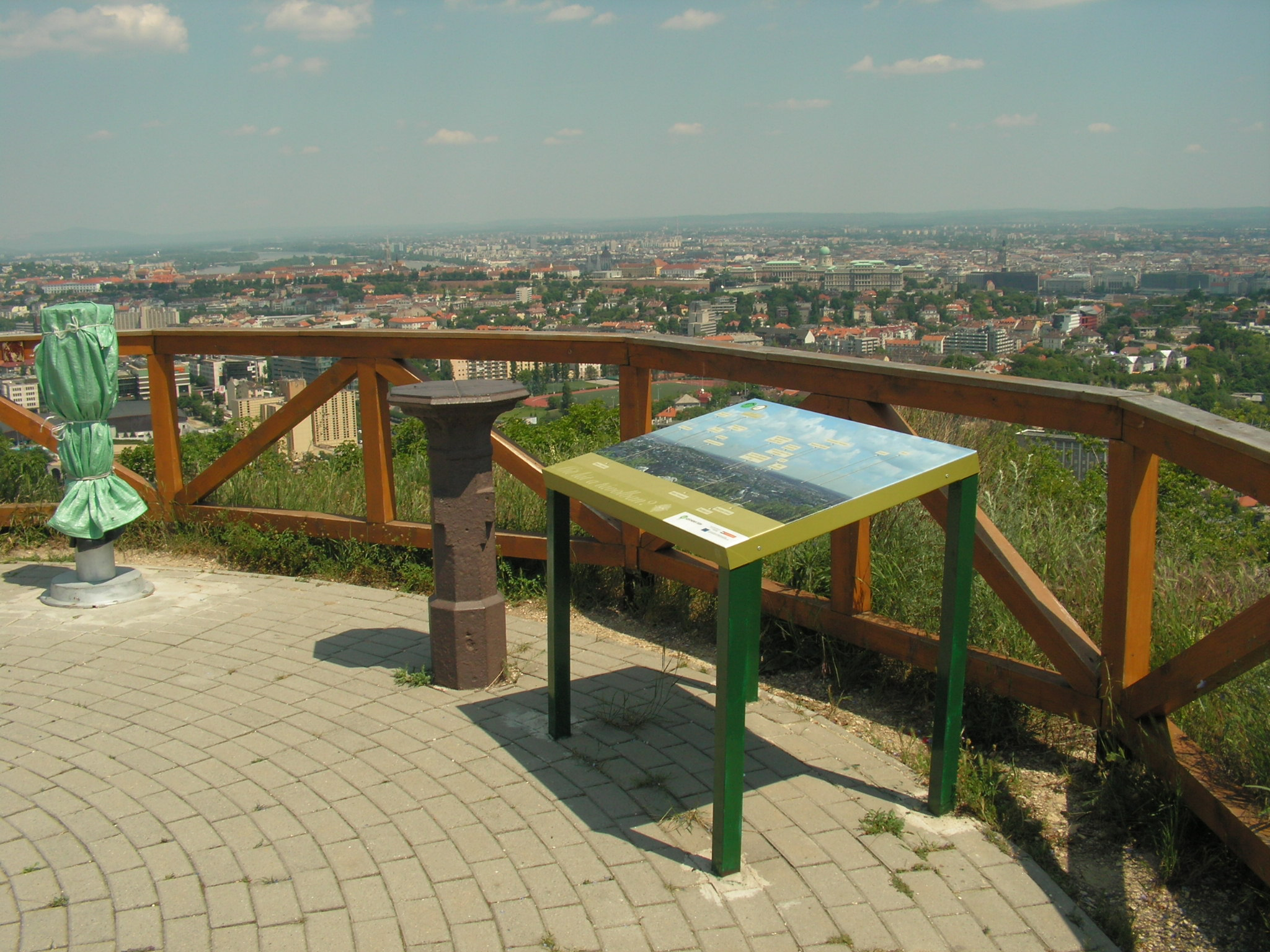
Kilátópont a természetvédelmi területen
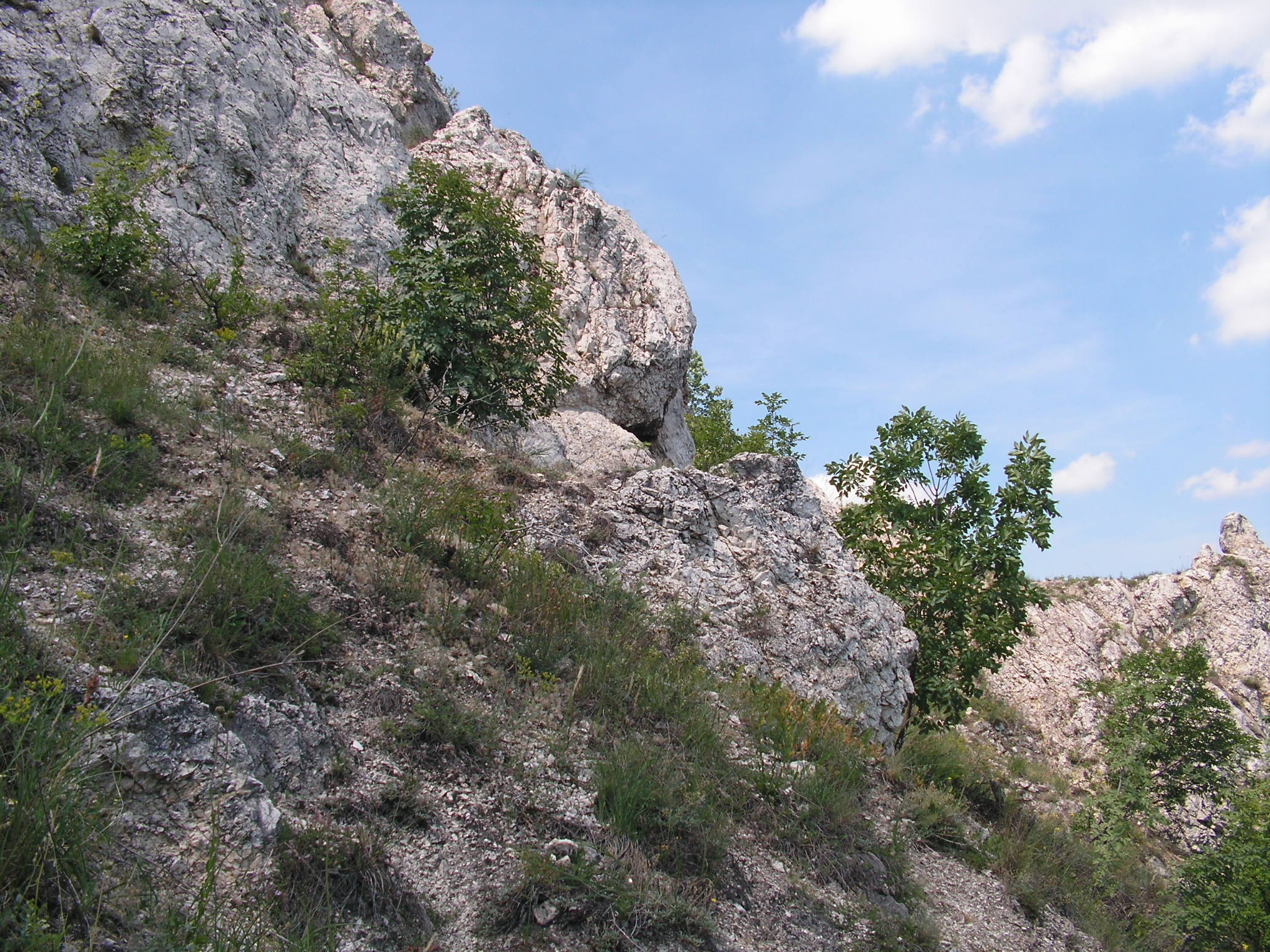
Budai Sas-hegy Természetvédelmi terület
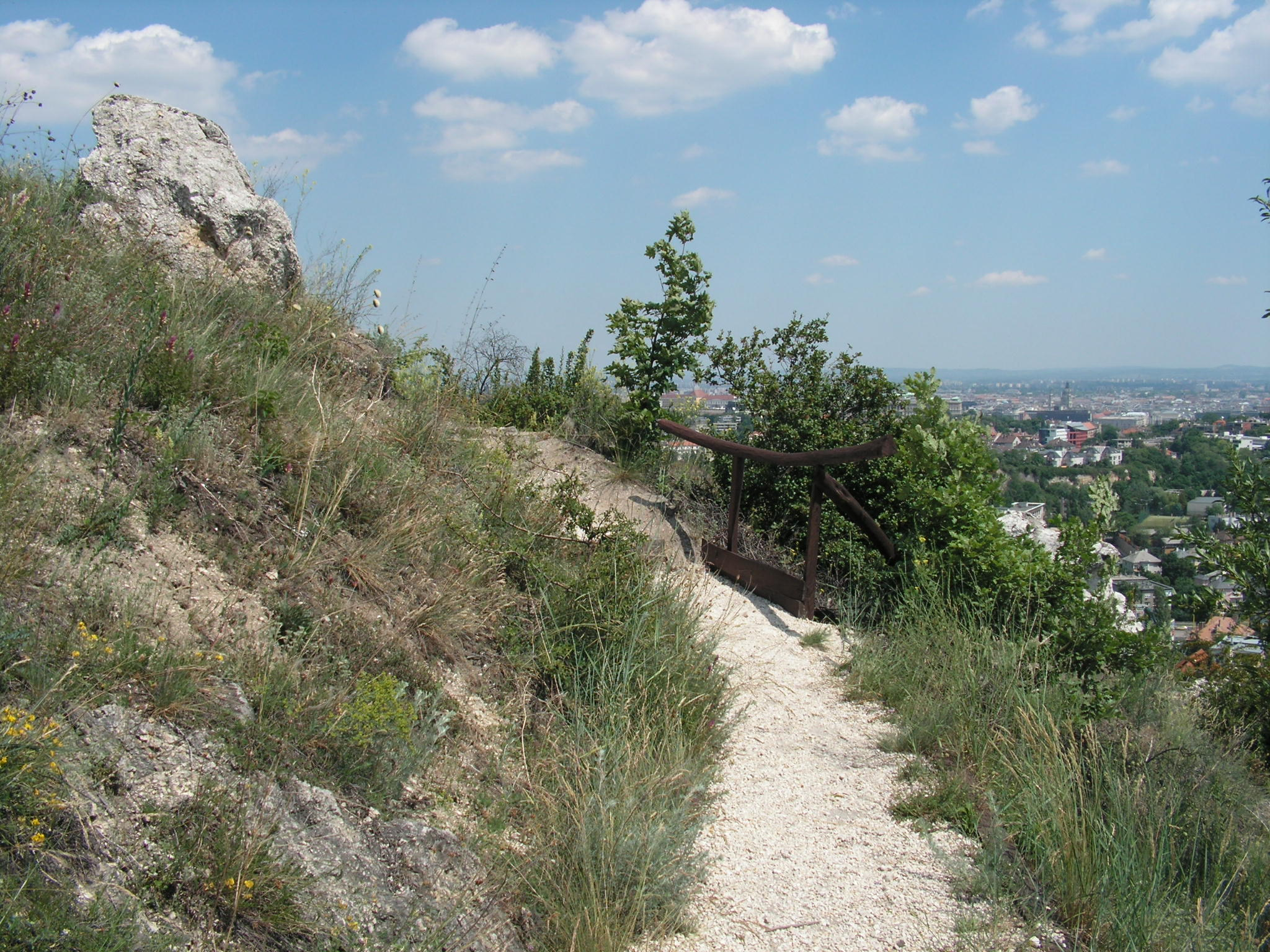
Budai Sas-hegy Természetvédelmi terület
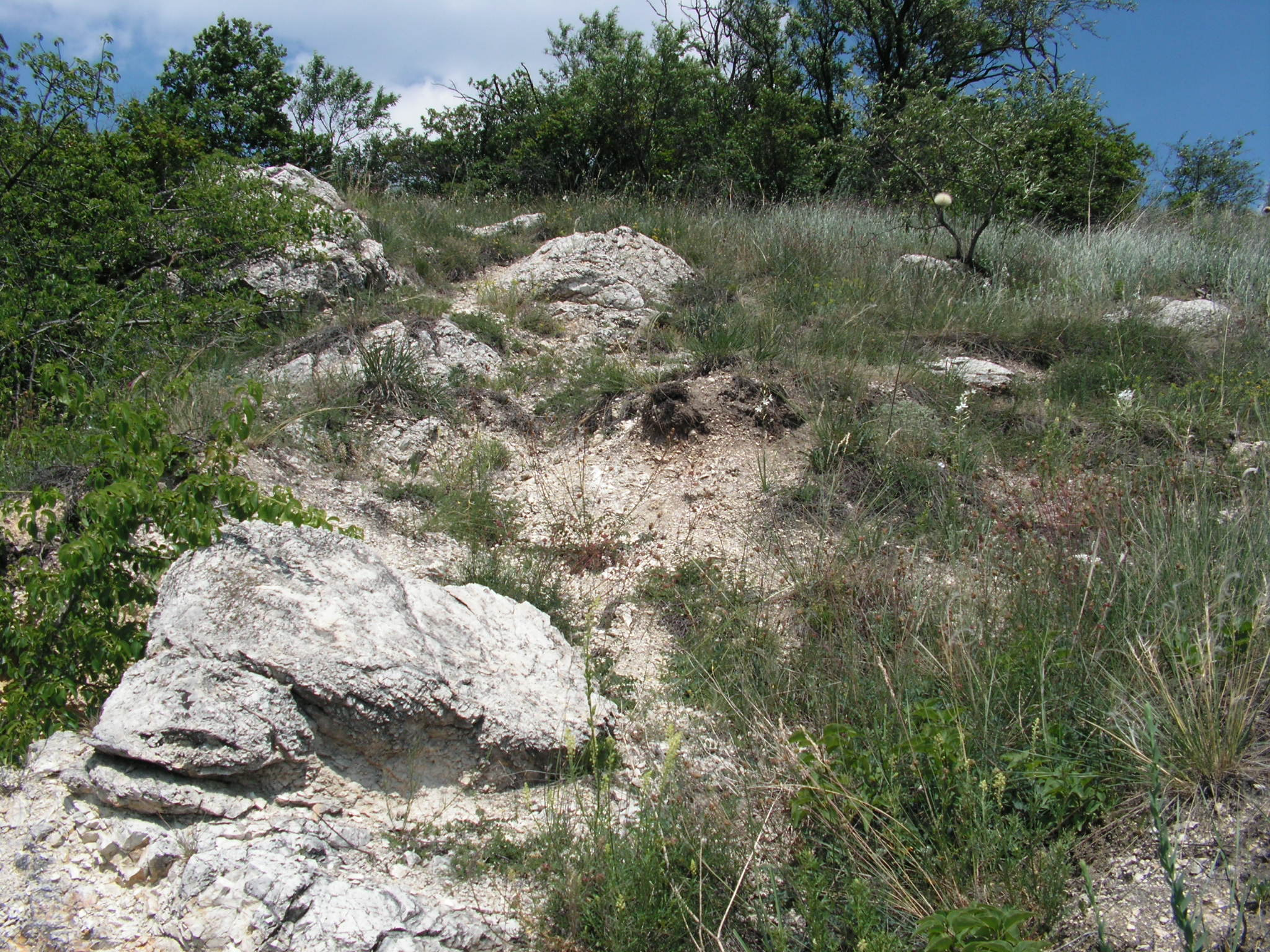
Budai Sas-hegy Természetvédelmi terület
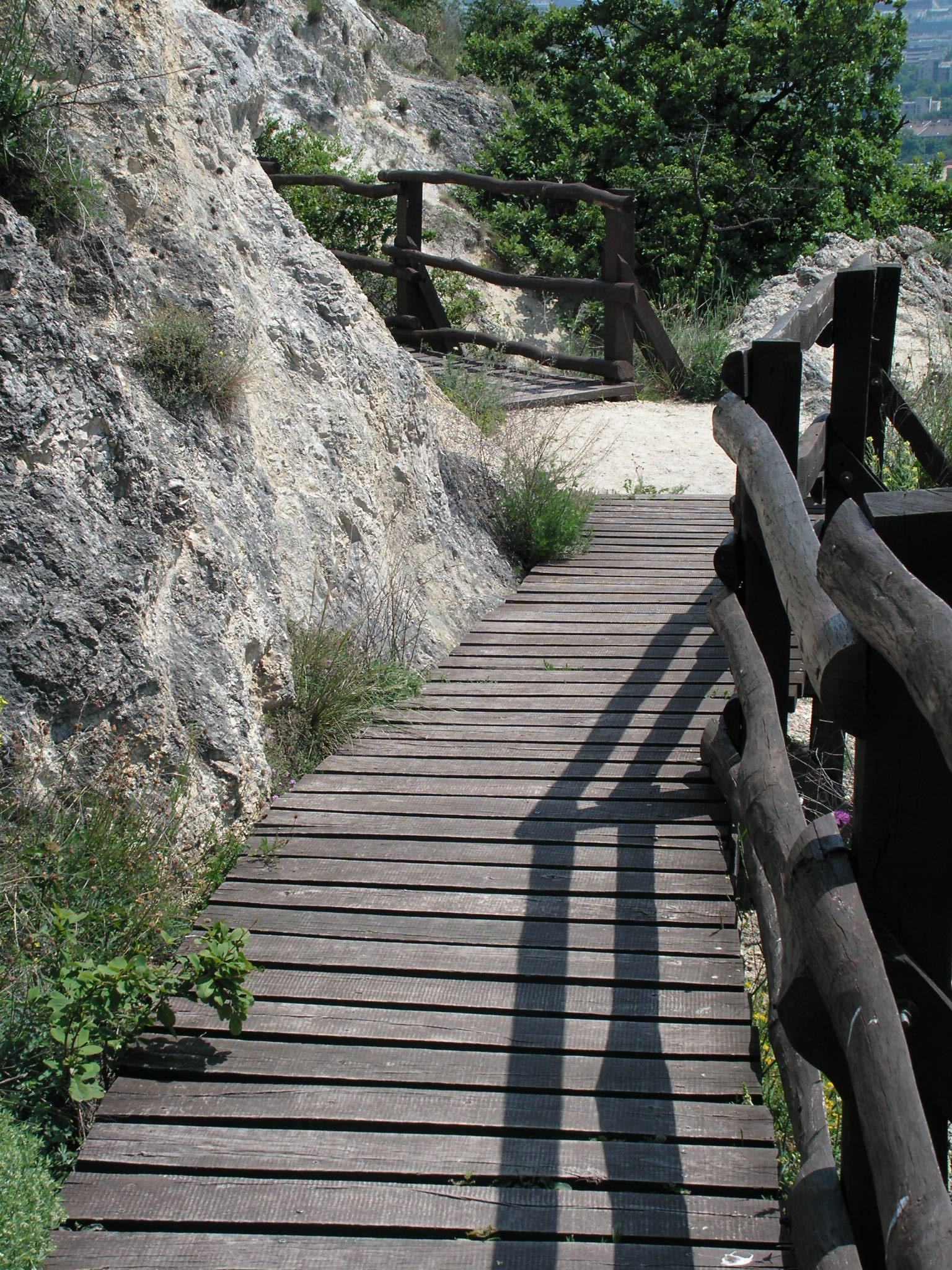
Budai Sas-hegy Természetvédelmi terület

## Légi felvételek

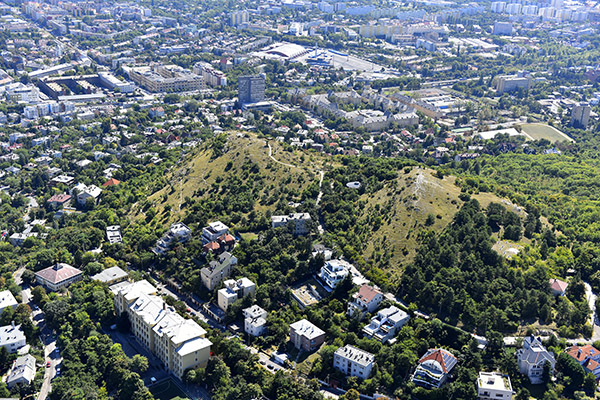
Sas-hegy légi felvételen
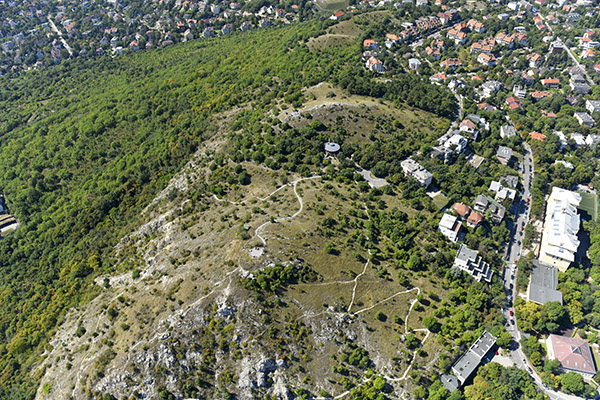
Sas-hegy madártávlatból
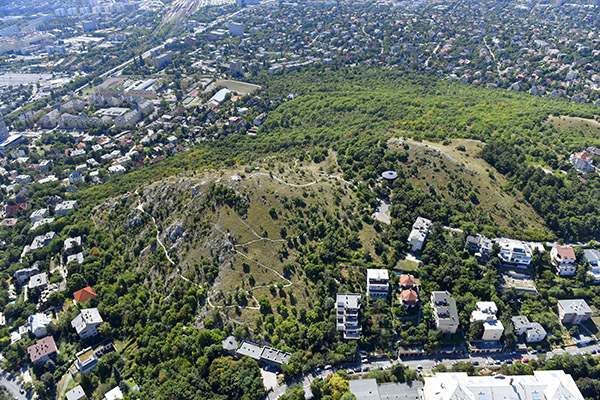
Sas-hegy - légi fotó

## Egyéb
Budapesten egyéb magaslatokat is Sas-hegynek neveznek. Ezek:
- Szintén a XI. kerületben egy domb a kerület délnyugati határában.
- Pestszentlőrincen egy kisebb, kb. 150 méter magas domb, német neve Adlerberg, vagy Gansberg.